# Jonesborough
Jonesborough is een plaats (town) in de Amerikaanse staat Tennessee, en valt bestuurlijk gezien onder Washington County.

## Demografie
Bij de volkstelling in 2000 werd het aantal inwoners vastgesteld op 4168.
In 2006 is het aantal inwoners door het United States Census Bureau geschat op 4721, een stijging van 553 (13,3%).

## Geografie
Volgens het United States Census Bureau beslaat de plaats een oppervlakte van
11,2 km², geheel bestaande uit land. Jonesborough ligt op ongeveer 516 m boven zeeniveau.

## Plaatsen in de nabije omgeving
De onderstaande figuur toont nabijgelegen plaatsen in een straal van 16 km rond Jonesborough.